# モントゴメリー郡 (バージニア州)

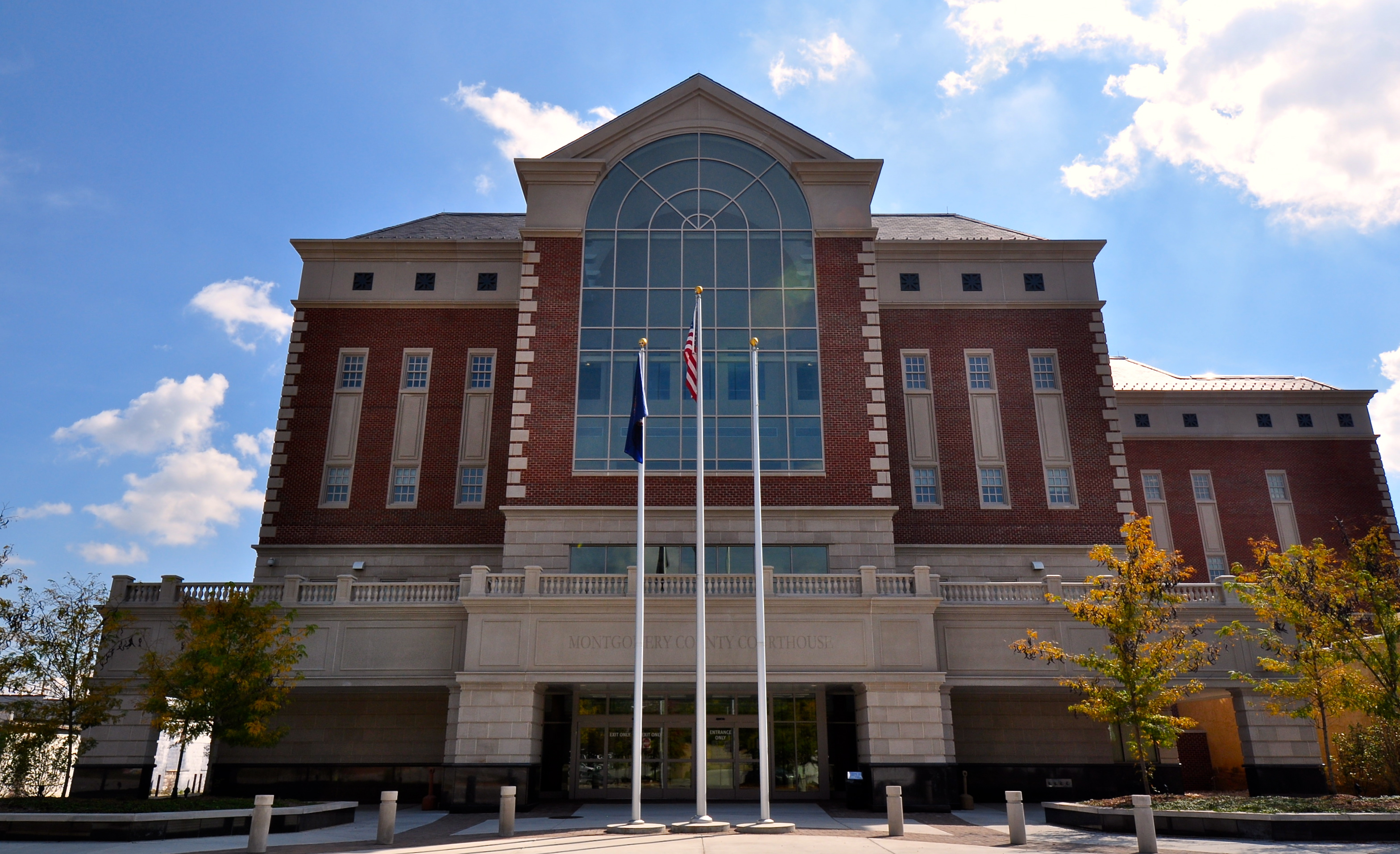
郡裁判所

モントゴメリー郡（Montgomery County）は、アメリカ合衆国バージニア州南西部に位置する郡である。人口は9万9721人（2020年）。郡庁所在地はクリスチャンズバーグ。統計上、ラドフォードとともに、ブラックスバーグ＝クリスチャンズバーグ＝ラドフォード都市圏（Blacksburg-Christiansburg-Radford, VA MSA）を形成する。

## 歴史
モントゴメリー郡は、1776年にフィンキャッスル郡（Fincastle County）を分割して設立された。フィンキャッスル郡は1772年に設立された郡で、現在のモントゴメリー郡、ワシントン郡（Washington County）、ケンタッキー州などにあたる。このため、モントゴメリー郡の設立は1772年とされることもある。
モントゴメリー郡の名は、1775年にカナダのケベック市占領作戦中に殺害されたアメリカ独立戦争のリチャード・モントゴメリー将軍に因んで名付けられた。

## 地理

バージニア州内の位置

アメリカ合衆国国勢調査局によると、モントゴメリー郡の総面積は1,009 km2（389 mi2）で、うち、陸域が1,005 km2（389 mi2）、水域が1 km2（3 mi2、0.31%）である。

### 隣接する郡と市
モントゴメリー郡は、北でクレイグ郡、南でフロイド郡、北西でジャイルズ郡、南西でラドフォード市及びプラスキ郡、北東でロアノーク郡に接する。

## 人口動静

年齢別人口分布

2000年国勢調査によれば、この郡の人口は83,629人、世帯数は30,997世帯、家族数は32,527である。人口密度は83/km2 (215/mi2) 、平均住宅密度は32/km2 (84/mi2) である。
人種的な構成は白人90.00%、アフリカ系アメリカ人3.65%、ネイティブ・アメリカン0.18%、アジア3.97%、太平洋諸島系0.04%、その他の人種0.63%、及び混血1.53%である。人口の1.58%はヒスパニックまたはラテン系である。
27,000人以上の学生が学ぶバージニア工科大学があるため、年齢別人口は20歳前後が突出して多い。

## 教育

### 大学

バージニア工科大学

- バージニア工科大学
- ラドフォード大学

### 高等学校
- ブラックスバーグ高等学校（Blacksburg High School）
- クリスチャンズバーグ高等学校（Christiansburg High School）
- オーバーン高等学校（Auburn High School）
- イースタン・モントゴメリー高等学校（Eastern Montgomery High School）

## 町

### 自治体としての町
- クリスチャンズバーグ（郡庁所在地）
- ブラックスバーグ

### 自治体ではないコミュニティ
| - Alleghany Springs - Cambria - Childress - Ellett - Elliston-Lafayette - Graysontown - Ironto - Long Shop | - Lusters Gate - Merrimac - McCoy - McDonalds Mill - Pilot - Prices Fork - Riner | - Rogers - Shawsville - Sugar Grove - Vicker - Walton - Tom's Creek - Yellow Sulphur Springs |